# Septimerpasset
Septimerpasset (tyska: Septimerpass, rätoromanska: Pass da Sett, italienska: Passo del Settimo) är ett bergspass i Schweiz.   Det ligger i regionen Albula och kantonen Graubünden, 2 310 meter över havet.
Passet var strategiskt viktigt under romartiden. Det finns idag ingen bilväg utan passet nås bäst till fots.